# Bill Parker
Bill Parker est un artiste peintre post-cubiste abstrait né à Josephine (Texas) le 2 mars 1922. Vivant à Paris depuis 1951, il y mourut le 25 juin 2009. Il demeure doublement rattaché à l'École américaine et à l'École de Paris.

## Biographie
Ce n'est qu'après la Seconde Guerre mondiale, où il est mécanicien dans l'aviation militaire, que Bill Parker est l'élève de Fred Hockx à l'École des beaux-arts de San Francisco. Puis, à l'instar de Robert De Niro, de Mark Rothko, d'Anita de Caro et de la plupart des jeunes peintres qui fonderont par la suite la nouvelle école américaine, il est l'élève de Hans Hofmann qui possède sa propre école à New York. C'est chez Hofmann, ancien assistant de Robert Delaunay en France et grand connaisseur de la scène artistique parisienne, que naît en Bill Parker « l'envie de Paris ». Il obtient une bourse du gouvernement américain qui lui permet de venir à Paris en 1951 et de s'y fixer, travaillant avec Fernand Léger à l'Académie de la Grande Chaumière, se revendiquant comme sources d'inspiration, outre son maître Fernand Léger, Paul Cézanne, Georges Braque et Pablo Picasso. Rapidement, c'est la première exposition chez Kaganovitch, le prix Bührle (c'est Max Kaganovitch, écrit Françoise de Perthuis, qui fait connaître Bill Parker au collectionneur suisse Emil Georg Bührle, convainquant ce dernier d'abandonner sa quête des grands impressionnistes pour réunir des jeunes abstraits de qualité), l'entrée au musée d'art moderne de la ville de Paris en 1954, l'importante exposition au Stedelijk Museum d'Amsterdam en 1955, à la Downtown Gallery de New York, et à la Marlborough Gallery de Londres la même année, enfin l'entrée au Whitney Museum de New York.
Les tableaux de Bill Parker sont des mosaïques de formes et de couleurs variées. « La disposition en quadrillage, formée de carrés contigus qui forment la trame de ses toiles, lui permet, en une formule de composition personnelle, de sceller l'unité intérieure de ses scènes de vie silencieuse » écrit André Parinaud. Au fil du temps s'éveille son goût pour la couleur qui s'empare de ses tableaux. Les ocres et les bruns ne disparaissent pas mais cessent d'être sombres, en même temps que l'organique se substitue à la géométrie. « Située à ses débuts à la limite exacte de l'art figuratif et du non-figuratif », ajoute Waldemar George, « son œuvre porte parfois l'empreinte du post-cubisme. La mosaïque de couleurs révèle la vie interne de la matière ». Si « Parker n'utilise ni le modelé ni les effets de perspective », observe pour sa part la revue Connaissance des arts à propos de son exposition à la galerie Kaganovitch en 1957, « il tend à créer une illusion de profondeur par la variété des formes. Un système de lignes horizontales et verticales régit la composition. On ne voit d'abord que lui, mais bientôt apparaissent des obliques, des courbes, puis, à côté de surfaces assez grandes, des surfaces plus petites. On éprouve l'impression d'entrer dans le tableau comme dans une maison dont la façade dissimulerait la complexité intérieure ». 

## Expositions

### Expositions personnelles
- Sheldon Swope Art Gallery, New York, 1951.
- Galerie Max Kaganovitch, 99 boulevard Raspail, Paris, 1954, 1956, mars-avril 1957[10], 1960.
- Marlborough Gallery, Londres, 1956.
- Galerie Zervos, La Jolla (Californie), 1963.
- Université du Maine, Orono, U.S.A., 1964.
- Chase Gallery, New York, 1964, 1965 et 1973.
- Swope Gallery, Terre Haute (Indiana), 1971.
- Galerie Madeleine Kaganovitch, Paris, 1979.

### Expositions collectives
- Salon École de Paris, Galerie Charpentier, Paris, 1953 et 1954.
- Cinq américains en Europe, Stedelijk Museum, Amsterdam, 1955.
- Salon de Mai, Paris, 1956.
- Américains en Europe, Downtown Gallery, New York, 1956.
- Exposition nationale des peintres et sculpteurs américains, Université d'Illinois, 1957.
- Exposition internationale des Beaux-Arts, dans le cadre du VIe Festival mondial de la jeunesse et des étudiants, Moscou, juillet-août 1957[11],[12].
- L'École de Paris, Munich, 1958.
- Exposition internationale, université du Maine, Orono, États-Unis, 1963.

## Réception critique
- « Bill Parker arrive à susciter cette impression de légère dénivellation ou de superposition d'objets presque sans épaisseur, en rapprochant deux surfaces d'aspects différents, une surface unie, par exemple, d'une surface rayée, de façon que l'une paraisse collée sur une partie de l'autre, comme une petite feuille de papier sur une grande. Dans ce monde de la minceur, il introduit des cernes épais. C'est qu'il veut donner à la fois une impression de force, qui est confirmée par la violence des couleurs, et une impression de contraste. Il aime le mystère qui se dégage des ruines et veut qu'on le trouve aussi dans ses tableaux. Il parvient à le créer en établissant ce contraste de la fragilité et de la force qui déconcerte l'esprit. Il renforce l'impression de mystère par des oppositions de surfaces sombres et claires qui suggèrent l'idée d'un éclairage dont l'origine est inexplicable. » - Revue Connaissance des arts[12]
- « Des toiles qui flirtent avec le cubisme et l'art non figuratif, bien charpentées, faites d'une imbrication d'éléments géométriques, d'une polychromie soutenue et d'une matière savoureuse dans leurs meilleures heures. » - Gérald Schurr[13]

## Prix
- Prix Bührle, 1953

## Collections publiques
Aux États-Unis
- Athens (Georgie), musée d'art de Georgie
- New York, Whitney  Museum
- South Hadley (Massachusetts), Mount Holyoke College
- Wichita (Kansas), Wichita Art Museum

En France
- CAPC musée d'art contemporain de Bordeaux
- Musée d'art moderne de la ville de Paris
- Puteaux, Fonds national d'art contemporain, Composition, huile sur toile 92x73cm, 1952[14].

Aux Pays-Bas
- Amsterdam, Stedelijk Museum

En Russie
- Moscou, musée de l'URSS

En Suisse
- Zurich, Fondation et Collection Emil G. Bührle

## Collections privées
- Henri Braun-Adam[15].
- Emil Georg Bührle.